# ドニプロアヴィア
ドニプロアヴィア（ウクライナ語:Дніпроавіа、英語:Dniproavia）はかつてウクライナのドニプロペトロウシクに本拠地を置いていた航空会社。ドニプロ国際空港を中心に国内外に定期便を飛ばしているほか、チャーター便も手がけていた。

## 歴史

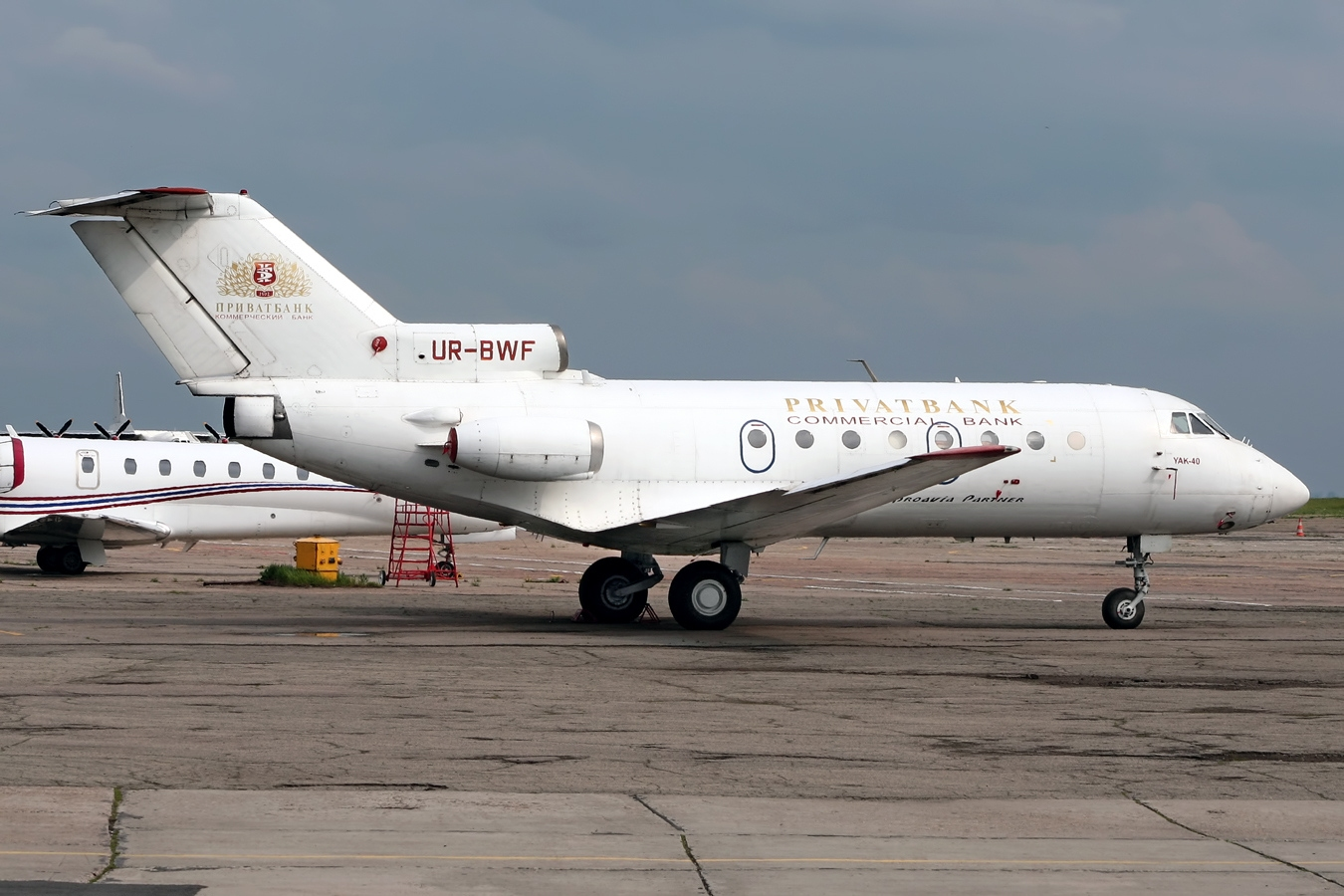
Yak-40

ドニプロアヴィアは1933年にアエロフロートの一部であるDnipropetrovsk Integrated air squadとして設立され、運航を開始した。1996年6月22日よりハブ空港としているドニプロペトロウシク国際空港とともに株式会社へと移行に伴いウクライナの政府機関である国有財産基金（State Property Fund of Ukraine）の完全子会社となり、約1600人の従業員を抱える。
2006年度ドニプロアヴィアは17%の収益増加と54%の旅客輸送数増加にもかかわらず600万ドルの損失を計上した。これはルフトハンザ航空のドニプロペトロウシク国際空港就航をめぐりドイツ当局と争議になったことで、空港を所有するドニプロアヴィアのドイツ路線が運航休止に追い込まれたことが原因である。
2013年1月に同社は全ての運行を停止したが同年の2月に一部運行が再開された。2017年11月、ドニプロアヴィアは破産宣告を受けた。

## 就航都市

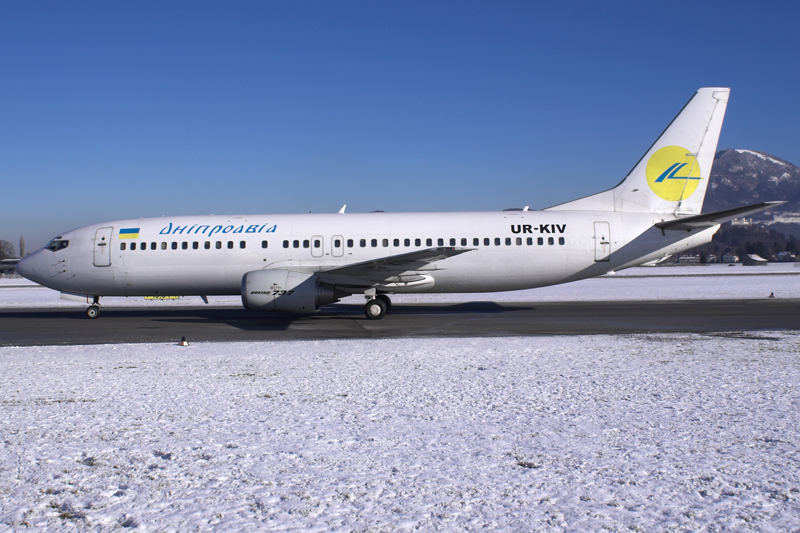
ボーイング737-400

- ウクライナ
  - ドニプロ
  - キエフ
  - ハルキウ
  - オデッサ
  - シンフェロポリ
  - ルハーンシク
  - イヴァーノ＝フランキーウシク
  - ウージュホロド
- ロシア
  - モスクワ（ドモジェドヴォ）
- ジョージア
  - トビリシ
- アルメニア
  - エレバン
- トルコ
  - イスタンブール
- オーストリア
  - ウィーン
- フランス
  - ニース

## 保有機材

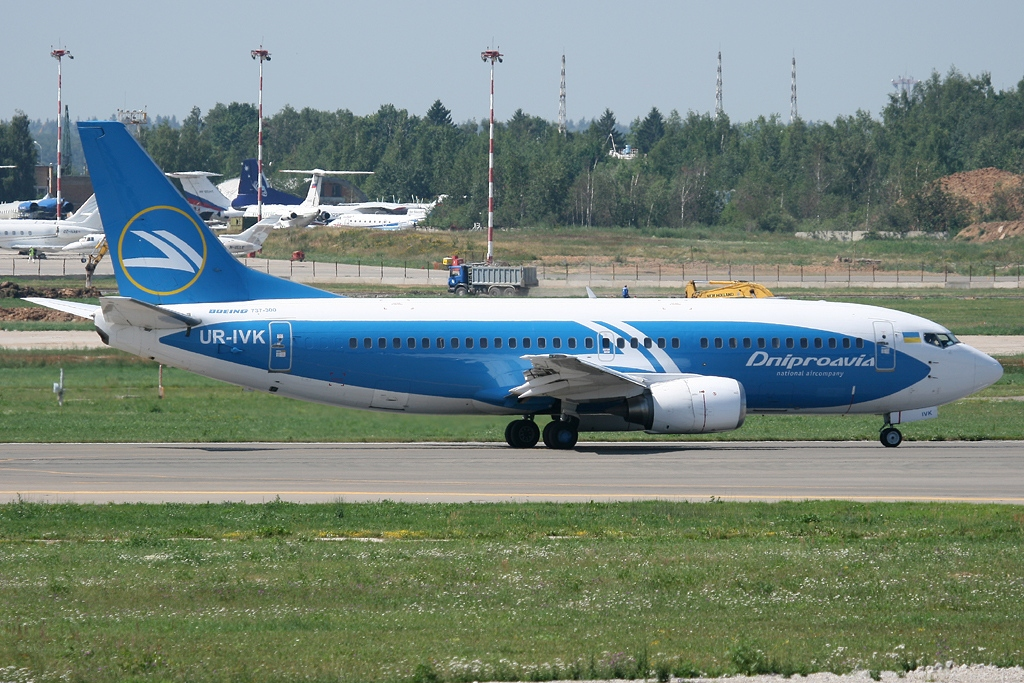
ボーイング737-300

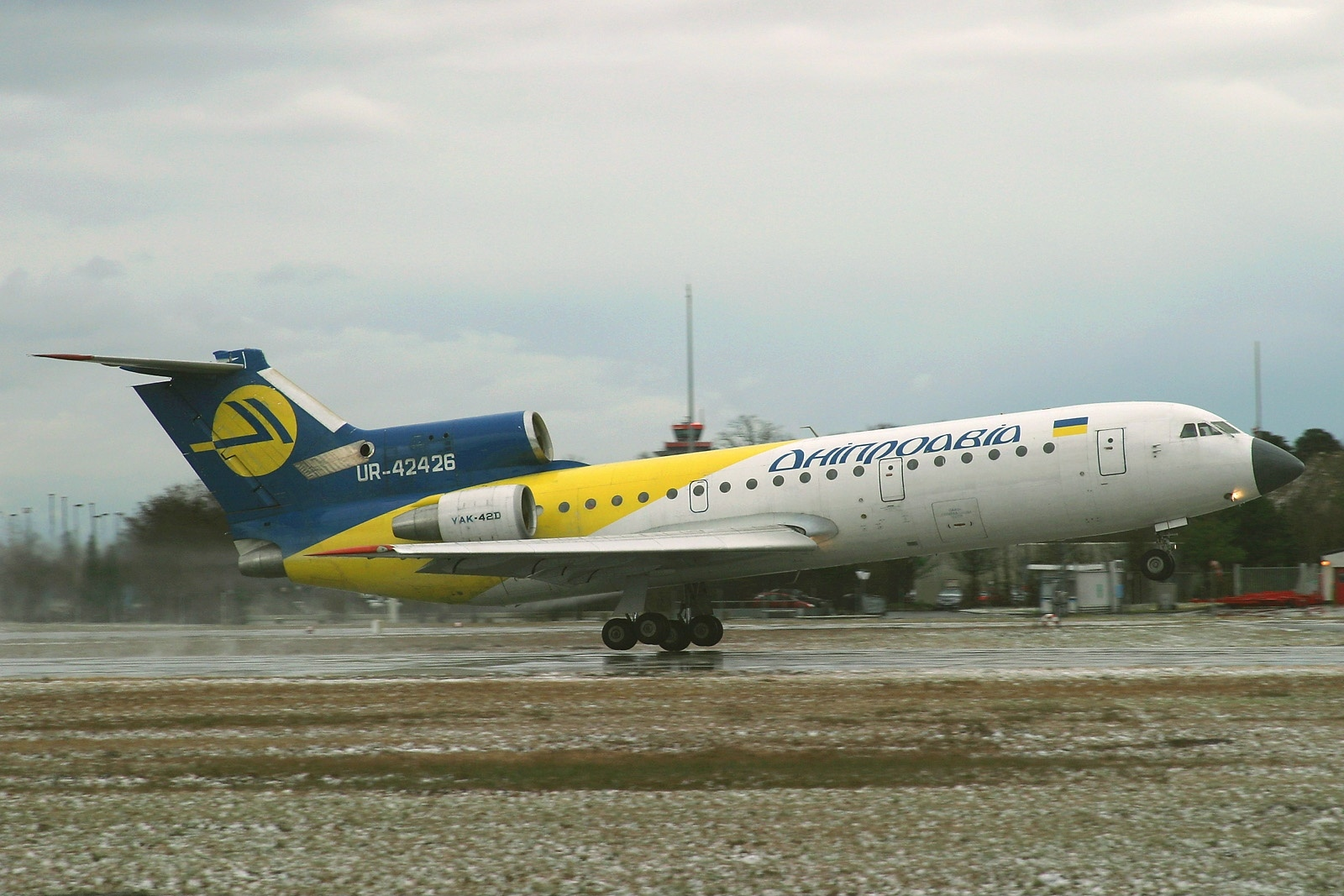
Yak-42

2017年現在の保有機材は以下のとおりである。
- エンブラエル145　2機

また以前は以下の機材も保有していた。
- ボーイング737-300
- ボーイング737-400
- ボーイング737-500
- ボーイング767-300ER
- エンブラエル ERJ-190
- アントノフ26
- ヤコヴレフ40
- ヤコヴレフ42